# نرئا کاماچو
نِـرِئا کاماچو (اسپانیایی: Nerea Camacho‎؛ ‏ ۱۵ مهٔ ۱۹۹۶) بازیگر اهل اسپانیا است. وی از سن ۹ سالگی برای بازی در تئاتر آموزش دید از سال ۲۰۰۸ میلادی تاکنون، به‌طور حرفه‌ای مشغول فعالیت هنری بوده‌است.
از فیلم‌ها یا برنامه‌های تلویزیونی که وی در آن نقش داشته‌است، می‌توان به چندی بعد، به‌طور کاملاً اتفاقی، کامینو، چندی بعد، کشتی، سه قدم بالاتر از بهشت و می‌خواهمت اشاره کرد.